# Colton Smith
Colton Smith (Tenino, 5 de marzo de 2003) es un tenista profesional estadounidense.

## Trayectoria
En 2021, Smith comenzó a estudiar en la Universidad de Arizona, donde también participó activamente en el tenis universitario. En su tercer año de universidad, fue nombrado All-American en individuales.

## Títulos ATP Challenger (1; 1+0)

### Individuales (1)
| N.° | Fecha                | Torneo                  | Superficie | Oponente en la final | Resultado        |
| --- | -------------------- | ----------------------- | ---------- | -------------------- | ---------------- |
| 1.  | 6 de febrero de 2025 | Challenger de Cleveland | Dura (i)   | Eliot Spizzirri      | 6-4, 6-7(6), 6-3 |